# Puccinia kuhniae
Puccinia kuhniae ist eine Ständerpilzart aus der Ordnung der Rostpilze (Pucciniales). Der Pilz ist ein Endoparasit der Korbblütlergattungen Kuhnia, Brickellia und Barroetia. Symptome des Befalls durch die Art sind Rostflecken und Pusteln auf den Blattoberflächen der Wirtspflanzen. Sie ist in Nordamerikas verbreitet.

## Merkmale

### Makroskopische Merkmale
Puccinia kuhniae ist mit bloßem Auge nur anhand der auf der Oberfläche des Wirtes hervortretenden Sporenlager zu erkennen. Sie wachsen in Nestern, die als gelbliche bis braune Flecken und Pusteln auf den Blattoberflächen erscheinen.

### Mikroskopische Merkmale
Das Myzel von Puccinia kuhniae wächst wie bei allen Puccinia-Arten interzellulär und bildet Saugfäden, die in das Speichergewebe des Wirtes wachsen. Ihre Spermogonien wachsen beidseitig auf den Wirtsblättern. Die ebenfalls beidseitig wachsenden Aecien der Art sind dunkelbraun und bilden Gruppen mit den Spermogonien. Sie besitzen 25–32 × 20–25 µm große, zimt- bis goldbraune und eiförmige bis langellipsoide Aeciosporen mit warziger Oberfläche. Die beidseitig wachsenden Uredien des Pilzes sind zimtbraun. Ihre Uredosporen ähneln den Aeciosporen. Die blattunterseitig oder bisweilen an Stängeln wachsenden Telien der Art sind schwarzbraun und unbedeckt. Die kastanienbraunen Teliosporen sind zweizellig, in der Regel ellipsoid bis länglich und 42–53 × 26–33 µm groß. Ihre Stiele sind farblos und bis zu 200 µm lang.

## Verbreitung
Das bekannte Verbreitungsgebiet von Puccinia kuhniae reicht von Niederkalifornien bis an die Great Lakes.

## Ökologie
Die Wirtspflanzen von Puccinia kuhniae sind Kuhnia- und Brickellia-Arten sowie Barroetia subuliger. Der Pilz ernährt sich von den im Speichergewebe der Pflanzen vorhandenen Nährstoffen, seine Sporenlager brechen später durch die Blattoberfläche und setzen Sporen frei. Die Art durchläuft einen Entwicklungszyklus mit Spermogonien, Aecien, Telien und Uredien, vollzieht aber keinen Wirtswechsel.